# Concept et construction de Disneyland
Pour un article plus général, voir Disneyland.
Le parc Disneyland en Californie est le premier des parcs Disney, de plus le seul Royaume Enchanté conçu et vu par Walt Disney. Il a été inauguré le 17 juillet 1955. Il fut construit en un peu plus d'un an par les équipes de Walt Disney Imagineering.
Le parc a été construit sur une ancienne orangeraie d'Anaheim de 73 ha, dans le comté d'Orange, à une trentaine de kilomètres au sud-est de Los Angeles. Seuls 37 ha constituent le parc proprement dit, c'est le plus petit des royaumes enchantés de Disney.
Le parc fait partie du complexe Disneyland Resort qui comprend aussi un autre parc, Disney California Adventure, plusieurs hôtels et une zone commerciale.

## Genèse, concept et construction

### Genèse
Walt Disney et son frère Roy étaient déjà à la tête d'un des plus célèbres studios d'Hollywood qu'ils avaient fondé en 1923 (Walt Disney Pictures) lorsque le projet de parc naquit dans l'esprit de Walt. Le concept original de Walt était de voir un parc permanent et familial de loisirs sans aucun des éléments négatifs qui sont souvent associés aux carnavals et fêtes foraines. Il développa cette idée durant ses nombreuses sorties avec ses filles Diane et Sharon, quand il réalisa qu'il n'y avait aucun parc où les activités permettaient aux parents et aux enfants de s'amuser ensemble,.
Walt Disney a par la suite raconté l'histoire que lors des sorties du samedi, « jour des papas », il allait avec ses deux filles au Griffith Park de Los Angeles et tandis que les deux fillettes tournaient encore et encore sur un carrousel, lui restait assis sur un banc.
On peut attester d'un début d'idée en 1941. Cette année-là, ses filles ont alors 7 et 5 ans et il les emmène jouer dans des parcs où il reste assis à les contempler, tout en s'ennuyant. Durant ses moments et en raison de sa paternité, on peut aisément imaginer qu'il s'intéresse à sa propre enfance. Cette préoccupation trouve écho avec le dessin animé Les Années 90, qui montre l'alter ego de Walt, Mickey Mouse flirtant avec Minnie dans les années 1890. Bien qu'il soit né après le tournant du siècle, Walt a toujours associé son enfance à Marcelline avec les années 1890. Un autre dessin animé similaire amis avec cette fois Donald Duck et Daisy, Crazy Over Daisy, sort en 1950.
Parallèlement, de nombreuses personnes écrivaient des lettres à Walt Disney afin de visiter le complexe des Studios Disney et de rencontrer leurs personnages favoris de Disney, Walt réalisa qu'un studio de cinéma fonctionnel n'avait presque rien à offrir aux visiteurs. Il commença alors à développer l'idée de construire un lieu dans ses studios de Burbank pour que les touristes le visitent et peut-être prennent des photos de statues des personnages de Disney. Walt fit toutefois réalisé en 1941 le film Le Dragon récalcitrant afin de montrer au public la face cachée du studio.

### Concept et financement

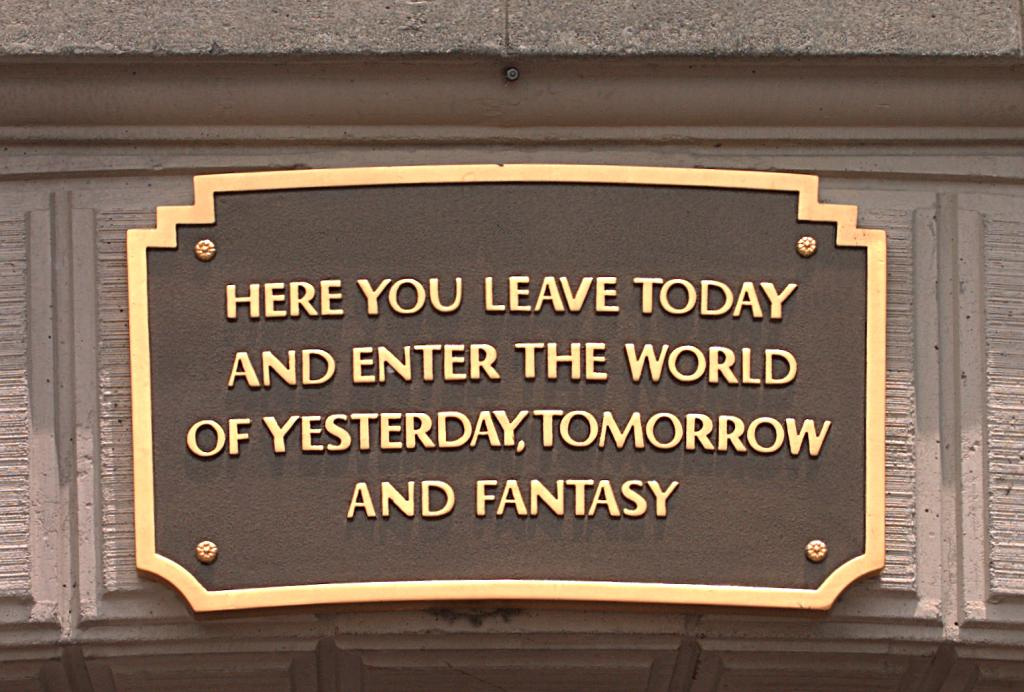
Plaque à l'entrée qui incarne l'esprit donné à Disneyland par Walt Disney : quitter la réalité pour l'imaginaire

Le concept se transforme ensuite en un petit parc de loisirs avec un bateau et différentes zones thématisées. Ce parc, d'abord nommé Mickey Mouse Park, est mis en concept par Harper Goff dès 1951 selon les directives de Walt Disney mais en parallèle quelques autres animateurs sont sollicités pour ajouter des idées. Celles-ci font grossir encore et encore le parc de Mickey en un parc de grande envergure, dépassant les limites de la parcelle des Studios Disney. Disneyland est aussi partiellement inspiré par les jardins de Tivoli — parc d'attraction ouvert en 1843 à Copenhague au Danemark et visité par Walt Disney le 5 juillet 1951  — et par le Children's Fairyland construit en 1950 à Oakland en Californie. Il reprend aussi le thème d'une ville fantôme.
Chaque pays de ce qui devient le concept de « Royaume enchanté » est « une exagération de la réalité afin d'évoquer des sentiments de nostalgie » chez les visiteurs. L'exagération passe par la mise en exergue de détails forts en émotion au détriment d'une stricte conformité ou de l'authenticité de ces détails.
Walt décide alors de trouver un nouveau terrain plus grand et entretient l'imagination de ses employés tout en concevant une nouvelle discipline pour concrétiser son projet : l'imaginiérie (en anglais, imagineering). Il fonde en 1952 la société WED Entreprises (qui prend plus tard le nom Walt Disney Imagineering) afin de concevoir et construire le parc. La phase la plus concrète du projet, et la recherche du terrain, débutent en janvier 1954 et la construction dès août pour une ouverture en juillet 1955. Les quatre premiers pays à être prévus sont Main Street, USA, Frontierland, Fantasyland et Tomorrowland, rapidement Adventureland est ajouté, et ce avant l'ouverture du parc le 17 juillet 1955. En parallèle, Walt Disney recherche des financements et se tourne la production  télévisuelle au travers de  Walt Disney Television. Disney signe un contrat  en avril 1954 avec ABC-Paramount Theatres pour 7 ans. En échange de se contrat ABC finance une partie du parc au travers d'un investissement dans la société Disneyland Inc dont la répartition est la suivante : Walt Disney Productions (34,485 %),  ABC-Paramount (34,485 %), Western Printing and Lithography Co (13,8 %) et Walt Disney au travers de WED Enterprises (17,25 %),.  ABC propose 500 000 dollars en cash et 4,5 millions de dollars en prêt garanti tandis que le contrat autorise Disney à racheter des parts au bout de deux ans. Western Printing est le partenaire de Disney depuis 20 ans dans le domaine de la publication de comics et a investi 200 000 dollars.
L'émission Disneyland présente chaque zone comme issue des productions Disney : Fantasyland issu des longs métrages d'animation, Frontierland de Davy Crockett, Tomorrowland de histoires futuristes et spatiales et Adventureland de la série de documentaires animaliers True-Life Adventures - la zone étant nommée dans les versions de travail True-Life Adventureland. Fantasyland est la zone la plus proche de l'univers de l'animation Disney avec des attractions sur les longs métrages comme Blanche-Neige et les Sept Nains (1937), Alice au pays des merveilles (1951) et Peter Pan (1953).
Adventureland est en réalité la seule zone non issue des productions Disney, car elle repose sur une proposition de l'imaginieur Harper Goff basée sur un film populaire de 1951, L'Odyssée de l'African Queen (The African Queen) avec Katharine Hepburn et Humphrey Bogart.
C'est l'ensemble de ces pays qui donne naissance au premier Royaume enchanté de Disney.

### Construction
Sur une suggestion des chercheurs du Stanford Research Institute qui avaient prévu correctement le potentiel de croissance de la zone, Walt Disney acheta 160 acres (64,7 ha) de plantations d'oranges et de noisetiers à Anaheim, au sud de Los Angeles dans le comté d'Orange.
La construction débuta réellement le 18 juillet 1954 et coûtera près de 17 millions de dollars de l'époque. L'autoroute U.S. Highway 101 (renommée plus tard Interstate 5) était en construction au même moment juste au nord du site; en préparation du trafic que Disneyland devait apporter, deux voies supplémentaires furent ajoutées à la voie rapide avant que le parc soit fini.
Parce que son frère désapprouvait le projet, et à cause d'un manque de finances, Walt Disney dut se tourner vers un financement externe pour son parc. Pendant les cinq premières années d'opération, Disneyland fut une propriété de Disneyland Inc., dont Walt Disney Productions et ABC détenaient chacun la moitié. Walt Disney Productions racheta un sixième de la partie d'ABC en 1957 puis un autre en 1960.
La plupart des attractions étaient construites dans les ateliers des Studios à Burbank pendant que les bâtiments s'élevaient à toute allure à Anaheim sous la direction de Joe Fowler, ancien amiral. Main Street USA fut ainsi construit comme un hangar puis habillé mais le style fut vivement critiqué pour son côté façade de cinéma, ce qui du reste était la réalité.
Pour l'attraction Jungle Cruise, Goff dut reproduire dans un bac à sable la forme de l'attraction avec ses empreintes de pieds afin d'aider les ouvriers à reproduire les formes avec des excavateurs et des pelles. Goff utilisa aussi des orangers déracinés de l'orangerie où fut construit le parc, recouvert de bromelias pour simuler les premiers arbres exotiques en attendant que des espèces s'acclimatent ou faisant illusion grandissent.
Malheureusement de nombreuses attractions étaient encore en construction lors de l'ouverture au public. Certaines furent ajoutées dès le mois d'août 1955. D'autres restèrent à l'état d'ébauches ou attendirent plusieurs années avant d'être construites. Ces petits contre-temps créèrent un concept supplémentaire au parc : "Disneyland ne sera jamais terminé, aussi longtemps qu'il y aura des hommes capables d'imagination...".

### Opération marketing pour l'inauguration
Le premier élément de marketing est l'émission Disneyland lancée le 27 octobre 1954 sur ABC qui a servi à financer et à promouvoir le parc et qui fut rebaptisée par la suite Le Monde Merveilleux de Disney. Dans cette émission hebdomadaire, Walt Disney présentait lui-même chaque vendredi-soir le futur parc, les prochaines productions du studio et des courts métrages. Le 17 juillet 1955, une émission spéciale baptisée Dateline: Disneyland couvre en direct l'ouverture du parc Disneyland. Cet épisode est considéré comme un prolongement de la série mais est techniquement à part. Elle fut présentée par Walt Disney, Bob Cummings, Art Linkletter, Ronald Reagan et comprend de nombreux invités dont Fess Parker.
En 1956, un nouveau magazine Disney intitulé Mickey Mouse in Fantasyland n°1 parut lors de l'ouverture du parc Disneyland. Ce premier numéro mettait en scène dans de mêmes aventures, des héros différents. Parmi ces histoires, figurent :
- Picsou et la sorcière inoffensive dessiné par Paul Murry, mêlant Picsou et les 7 nains
- Donald Duck and Pinocchio in the secret of the jolly-berries

### Organisation radiale du parc

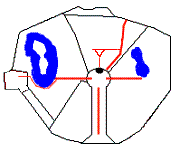
Axes principaux du parc Disneyland.

Le parc fut le premier à adopter un plan radial (ou étoilé) devenu typique de Disney et permettant une circulation plus facile des visiteurs. Le premier point était que Walt souhaitait que le visiteur se déplace continuellement dans le parc sans se perdre, d'où la présence de point d'intérêt au bout de chaque rue. Le parc comprend donc une séquence de points d'intérêts attirant le visiteur vers la prochaine attraction.
À l'origine Walt Disney voulait un triangle mais en raison des ajouts successifs l'étoile apparue comme un fait. Le plan de Disneyland, si on ne compte pas Adventureland, est une croix latine voire une croix celte.
Les visiteurs entrent dans le parc par une branche de l'étoile jusqu'à une place centrale, un hub dans le jargon Disney. À partir de la place, les autres branches permettent de rejoindre des 'weenies' ou 'markees', points de repères facilitant l'orientation telles que des montagnes russes (Space Mountain, Big Thunder Mountain) ou des arbres démesurés (Tarzan's Treehouse, anciennement Swiss Family Treehouse : arbre des robinsons suisses).
Un système de transport sous la forme d'un train, cher à Disney permet d'encercler l'étoile et aux visiteurs de ne pas être obligé de faire demi-tour dans un cul-de-sac de l'étoile.
Un élément essentiel de cette organisation est que la branche d'entrée comporte un schéma précis. Une place accueille les visiteurs après un passage sous un  bâtiment faisant office de portail. Des bâtiments de services (accueil, information, objets trouvés, ...) encadrent la place. Souvent en face des visiteurs une rue débute bordée de boutiques et parfois de restaurants. Généralement la première boutique de gauche est la plus importante du parc et permet au moment de partir, d'acheter ce que l'on aurait oublié de prendre durant la journée. En face un magasin de photographie permet d'acheter le nécessaire du bon photographe ou vidéaste et de retirer en partant ses "épreuves" (ou "chefs-d'œuvre"). La place centrale accueille souvent des restaurants qui profitent d'un cadre "reposant et détendu".

## Évolution du concept

### Les Disneylands autour du monde
Malgré les problèmes à l'ouverture, Disneyland fut clairement un énorme succès. Le parc attirait les visiteurs du monde entier dans un volume sans précédent. Bientôt, alors qu'ils amélioraient et développaient Disneyland, Walt et Roy décidèrent d'étendre aussi le concept en d'autres lieux.
Le Walt Disney World Resort à Lake Buena Vista en Florida fut construit avec à l'esprit le mécontentement de Walt pour les motels et amusements à bas prix qui avait poussé comme des champignons autour de Disneyland. C'est la plus grande destination de vacances privée du monde et aussi la plus visitée malgré la récente ouverture du Dubai Land aux Émirats arabes unis qui est deux fois plus grand. Le parc s'est ouvert en 1971 sous la direction de Roy O. Disney. Depuis son ouverture avec un parc à thème et deux hôtels, le domaine a grandi et accueille quatre parcs à thème, deux parcs aquatiques, 23 hôtels et deux zones commerciales.
En 1983 le premier parc à thème international de Disney ouvre au Japon, Tokyo Disneyland. Tokyo Disneyland est maintenant une partie du Tokyo Disney Resort, et a un parc à thème mitoyen Tokyo DisneySea relié par un monorail ainsi qu'une zone commerciale.

En 1992 Euro Disney ouvre en France, depuis renommé Disneyland Paris avec deux parcs à thèmes, Parc Disneyland et Walt Disney Studios avec une zone commerciale.

En septembre 2005, Hong Kong Disneyland Resort s'est ouvert à Hong Kong en Chine et devra comporter à terme deux parcs, plusieurs hôtels et une zone commerciale.

### Transition de 1990: Des parcs aux complexes de loisirs
Dans les années 1990, de grands travaux commencent pour transformer Disneyland d'un parc à thème en un domaine de loisirs et vacances. La Walt Disney Company acheta des terrains entourant le parc qui étaient l'emplacement de motels à bas prix et de parking de caravanes. Elle supprima le parking d'origine appelé « Parking Enchanté » (Hundred-Acre Parking Lot). Sur ce terrain, Disney's California Adventure et Downtown Disney ouvrirent en 2001.

L'hôtel « Grand Californian », avec son style architectural Arts and Crafts (Arts et Métiers) du début du XXe siècle, s'étend le long et dans le Disney's California Adventure ce qui permet aux visiteurs payant d'entrer dans le parc par l'hôtel lui-même.
La plupart des places de parking du domaine sont aujourd'hui regroupées dans un bâtiment de cinq étages appelé « Mickey et Amis ». Avec six niveaux et 10 250 places, il est le second plus grand au monde, juste derrière le parking de Tokyo Disney Resort construit pour Tokyo DisneySea. Des trams propulsés au propane emportent les visiteurs à l'esplanade située entre les deux parcs. Il y a aussi de petits parkings principalement de surface, compris ou en dehors du domaine avec un service régulier de navettes et la plupart des hôtels à proximité offrent leur propre service de navettes.
À la même époque la direction de Disneyland fut prise par Paul Pressler qui mena une politique principalement basée sur le marketing. Cette politique que l'on peut appeler l'ère Pressler fut malheureusement désastreuse pour l'image et le contenu du parc, puis du domaine.